# Isla de Santa Comba
La isla de Santa Comba (en gallego, Illa de Santa Comba) es una isla de España, situada en la provincia de La Coruña (Galicia), en la costa norte del municipio de Ferrol (parroquia de Covas).

## Descripción

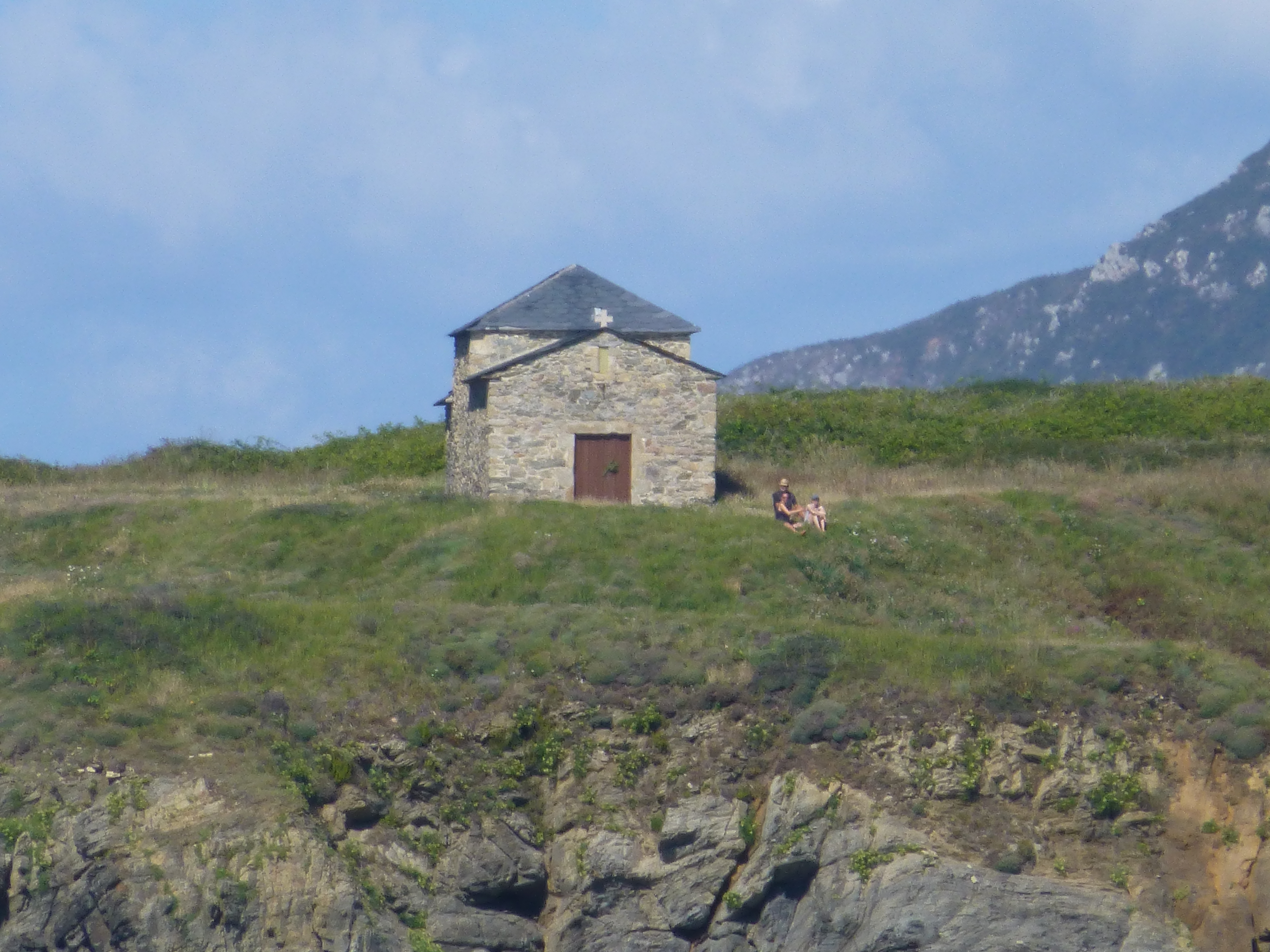
Ermita de Santa Comba.

Es una isla alargada, de 5 hectáreas de superficie y completamente llana. Cuando baja la marea, se une a tierra por un ancho tómbolo de arena, y cuando ésta sube, la isla queda dividida en tres porciones por estrechísimos y profundos canales.
Existe una ermita consagrada a Santa Comba, y a su alrededor se llevó a cabo una importante excavación arqueológica (la isla estaba ocupada por un castro).

## Galería

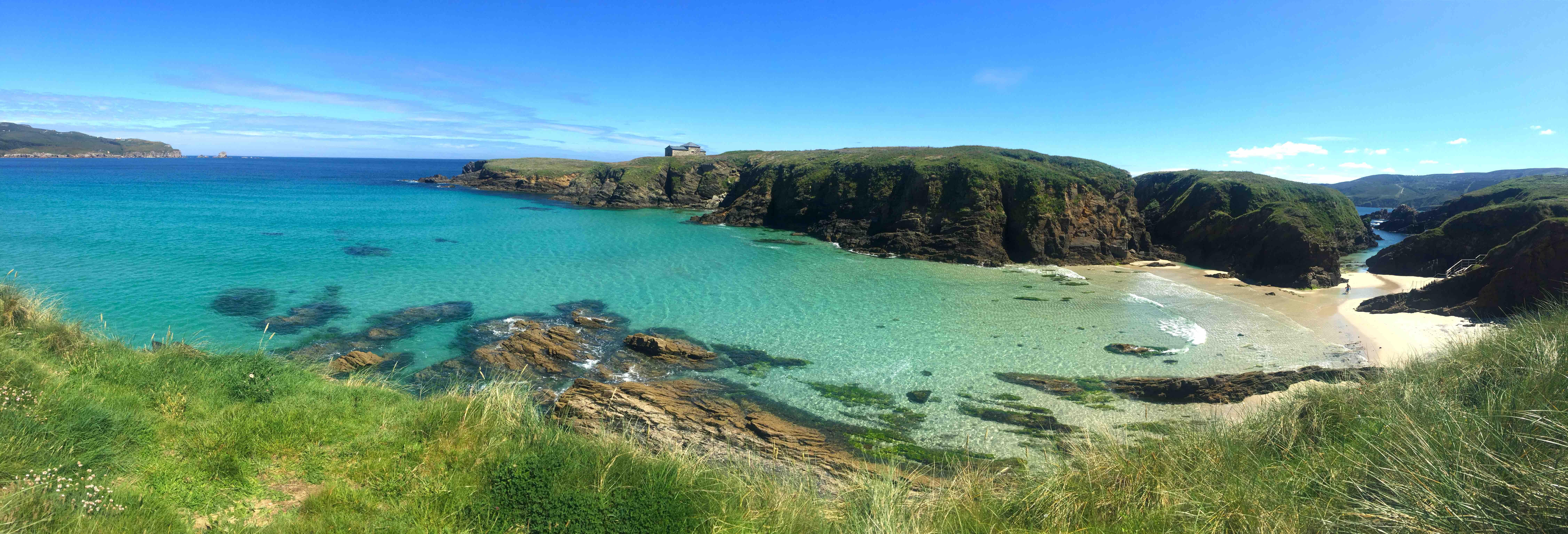
Playa, isla y ermita de Santa Comba.
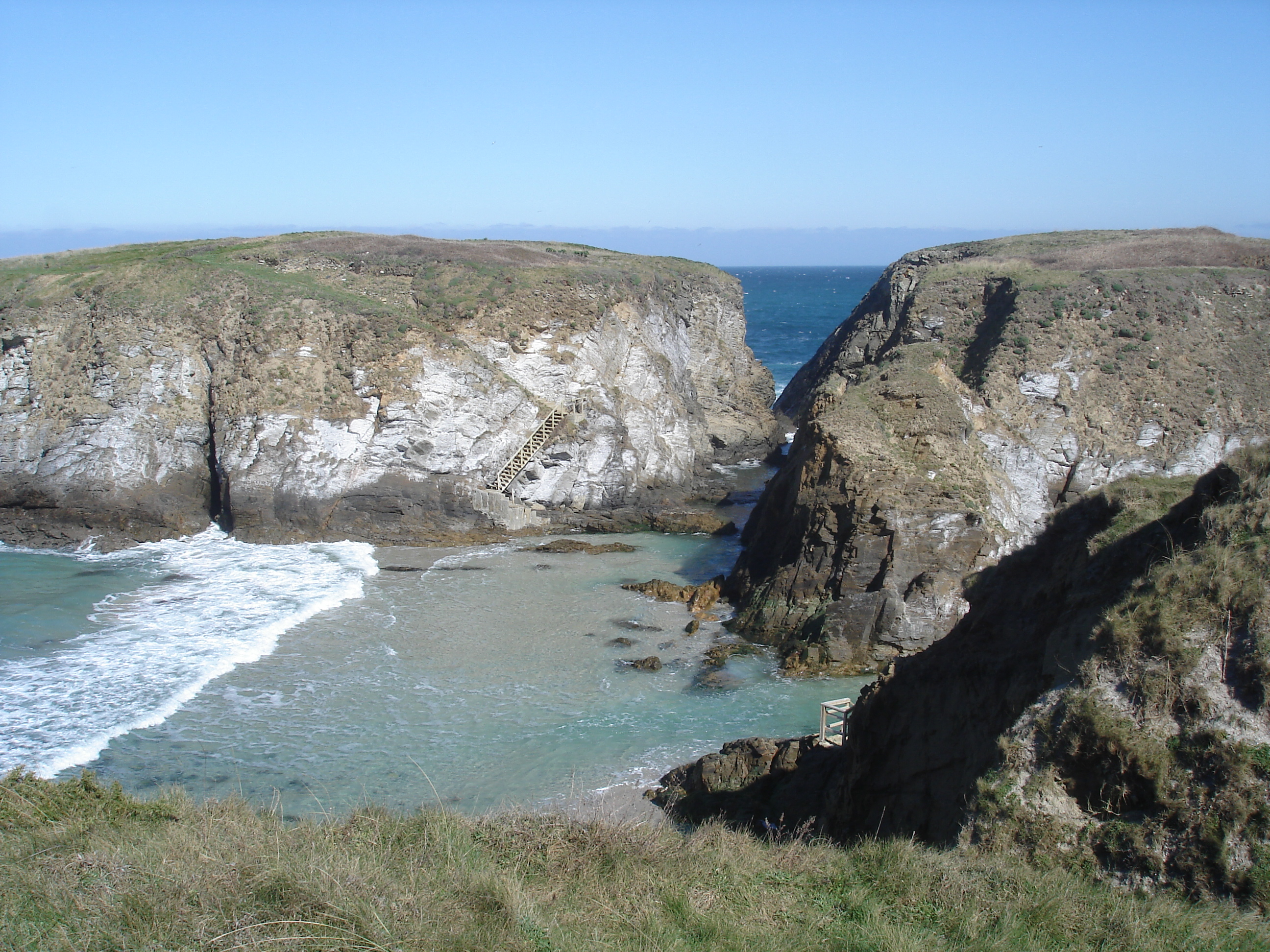
Canal que separa las islas del Medio y del Toxo.
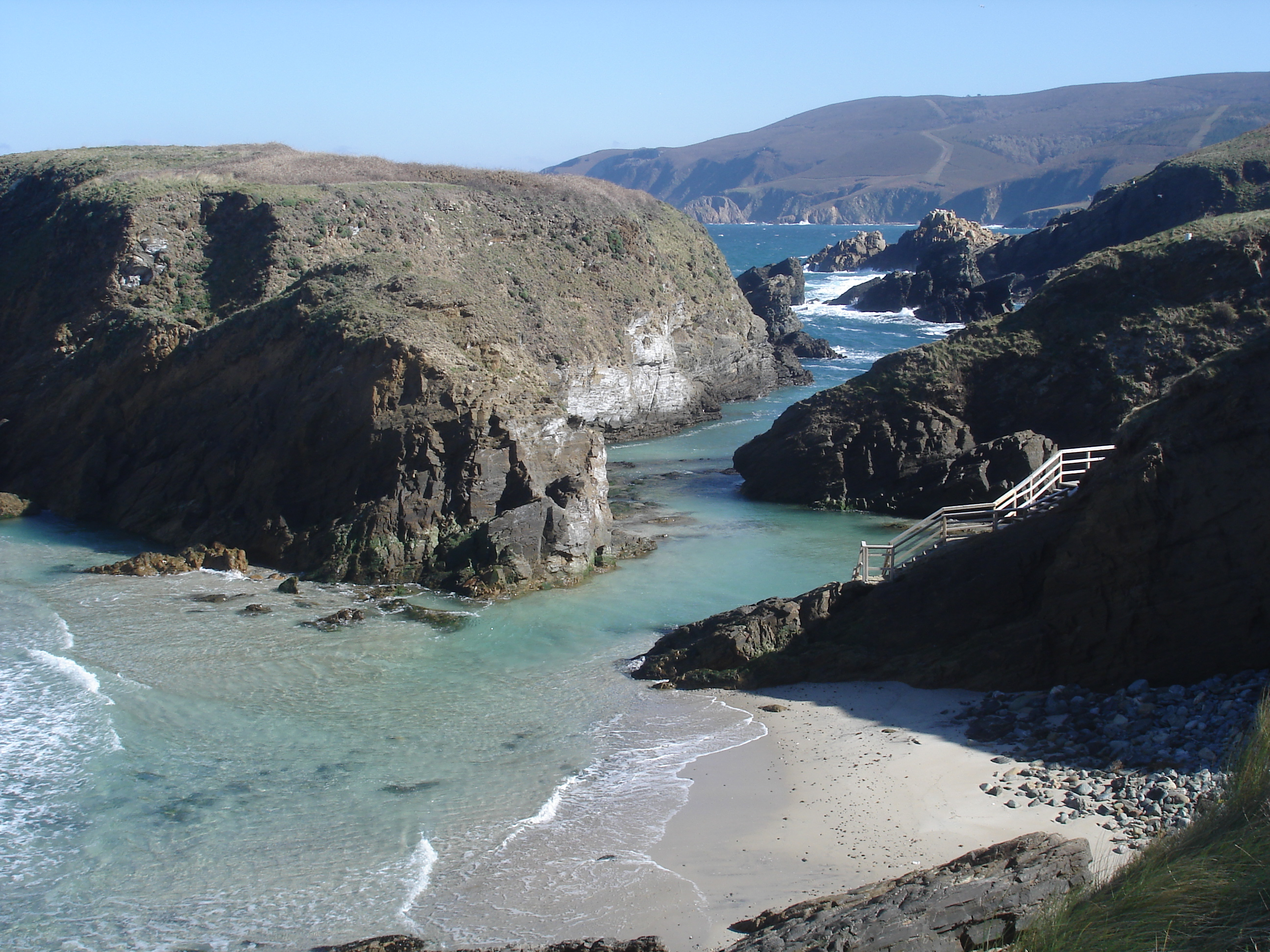
Canal que separa la isla del Toxo de tierra firme.
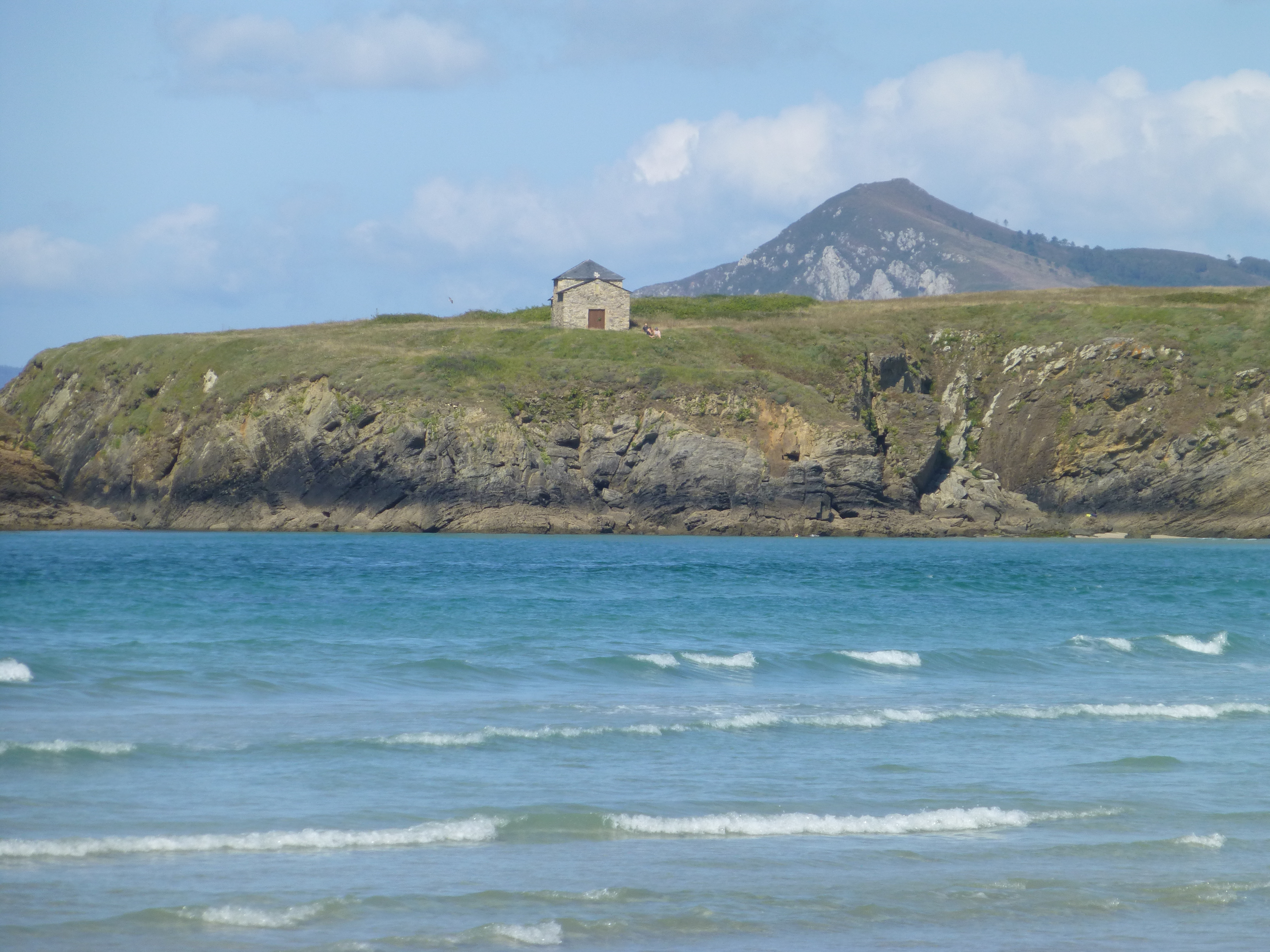
Isla y ermita de Santa Comba.